# شهرداری‌های جمهوری آذربایجان

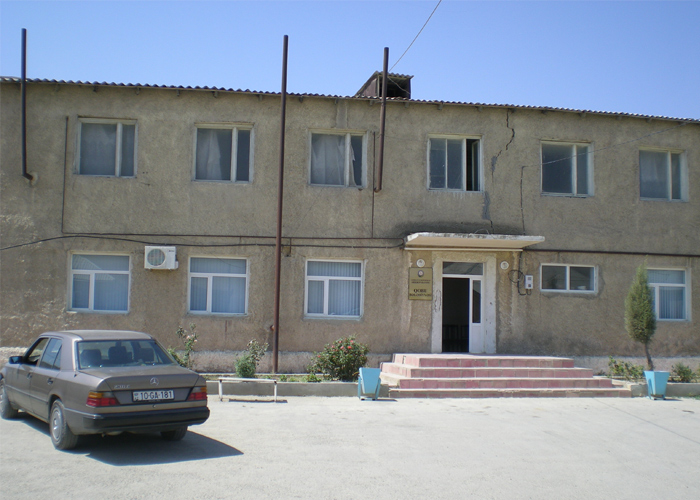
ساختمان شهرداری گوبو (Qobu)

شهرداری‌های جمهوری آذربایجان یکی از تقسیمات کشوری جمهوری آذربایجان هستند که مجموع شماری از آن‌ها شهرستان‌های این کشور را تشکیل می‌دهند.

## واژه‌شناسی
اصطلاح ترکی آذری برای شهرداری واژه بلدیه (bələdiyyə) است.

## تاریخ
در ۲ ژوئیه ۱۹۹۹ قانونی برای انتخابات شهرداری‌ها و قانون وضعیت شهرداری‌ها تصویب شد. در ۱۲ دسامبر ۱۹۹۹ نخستین انتخابات شهرداری‌ها برگزار شد.